# Quantico
Pour l’article homonyme, voir Quantico (série télévisée).
Quantico est une ville américaine située dans l'État de Virginie.
Quantico est une ville dans le comté de Prince William, située dans la zone métropolitaine de Washington. Elle est totalement entourée par le « Marine Corps Base Quantico » et la rivière Potomac. Elle est située au sud de l'embouchure de Quantico Creek sur le Potomac. Sa population a connu un pic à 1240 habitants en 1950. Au recensement de 2000, Quantico avait une population de 561 habitants et 10 ans plus tard, elle a chuté à 480 habitants, soit nettement moins qu'en 1930.
Quantico est le site de l'une des plus grandes bases de l'US Marine Corps dans le monde (MCB Quantico). La base est le site de la Marine Corps Combat Development Command et du HMX-1 (escadron d'hélicoptères de la présidence). Aussi bien l'académie de formation et d'entraînement de la DEA que l'académie du FBI sont situées sur la base. Depuis 2011, le quartier général du NCIS a quitté Washington DC pour la base de Quantico. Une réplique de l'USMC War Memorial est placée à l'entrée de la base, — l'original est à l'extrémité nord du cimetière national d'Arlington.

## Géographie
Selon le Bureau des États-Unis, la ville a une superficie totale de 0,3 km2. La ville est située sur la terre ferme et ne comporte aucune zone humide.
La ville est complètement entourée par la base du Marine Corps.

## Démographie
Selon le recensement de 2000, il y a 561 personnes, 295 ménages, et 107 familles vivant dans la ville. La densité de population est de 3 094,3 habitants par kilomètre carré. Il y a 359 unités de logement à une densité moyenne de 1980,2 par kilomètre carré.
Composition ethnique : 52 % de Blancs, 21 % d'Afro-Américains, 11 % d'Asiatiques. Environ 6 % de la population est d'origine hispanique ou latine.

## Personnalités de la ville
- Stephanie Welsh, photographe, lauréat du Prix Pulitzer.

## Ménages
Il y a 295 ménages, dont 19,7 % ont des enfants de moins de 18 ans vivant avec eux, 21,4 % sont des couples mariés vivant ensemble. La taille moyenne des ménages est 1,90 et la taille moyenne des familles est 3,02.

### Âge
La population est répartie, avec 20,9 % de moins de 18 ans, 11,6 % de 18 à 24, 39,8 % de 25 à 44, 19,4 % de 45 à 64, et de 8,4 % qui sont de 65 ans ou plus. L'âge médian est de 35 ans. Pour 100 femmes il y a 122,6 hommes. Pour chaque 100 femmes de 18 ans et plus, il y a 130,1 hommes.

### Revenu
Le revenu médian d'un homme est de 29 615 $ contre 23 125 $ pour les femmes. Le revenu par habitant de la ville est de 19 087 $. 21,4 % de la population et 22,4 % des familles sont en dessous du seuil de pauvreté. Sur l'ensemble de la population, 39,4 % des personnes de moins de 18 ans et 0,0 % des personnes de 65 ans et plus vivent en dessous du seuil de pauvreté.

## Culture populaire

### Cinéma
- Quantico est mentionné dans Point Break. Le personnage joué par Keenu Reeves est issu de cette formation.
- Quantico est le cadre du début du film Le Silence des agneaux, ainsi que celui de la fin du film American Psycho 2: All American Girl.

### Télévision
- Quantico est mentionné à maintes reprises dans les séries télévisées FBI : Duo très spécial (White Collars), Graceland, X-Files et Missing : Disparus sans laisser de trace ou encore Scream Queens.
- Les séries télévisées NCIS : Enquêtes spéciales, Limitless, Les Experts : Cyber, Esprits criminels, Quantico et Mindhunter se déroulent en grande partie sur la base de Quantico.
- Dans la saison 5 de la série The Wire, les inspecteurs Greggs et MacNulty se rendent à la base de Quantico afin d'y établir un profil psychologique.
- Dans la saison 6B de la série Teen Wolf, le personnage de Stiles Stilinski intègre la base de Quantico après avoir terminé le lycée.
- La série Quantico suit la vie des recrues du FBI au sein de l'Académie du FBI et se déroule donc dans la ville.